# بوپرنورفین
بوپرنورفین (به انگلیسی: Buprenorphine) که با نام تجاری سوبوتکس (به انگلیسی: Subutex) در بازار فروخته می‌شود، یک ماده مخدر و مسکن قوی اپیوئیدی است که برای درمان اختلال مصرف مواد افیونی و دردهای حاد و مزمن به کار می‌رود. از آن به صورت قرص زیرزبانی، تزریق، به عنوان پچ پوستی یا به عنوان درون کاشت استفاده می‌شود. برای اختلال در مصرف مواد افیونی، معمولاً از زمان شروع علائم ترک و برای دو روز اول تحت درمان مستقیم ی‌شود. فرمولاسیون ترکیبی بوپرنورفین/نالوکسان (Suboxone) برای جلوگیری از سوءاستفاده از طریق تزریق توصیه می‌شود. حداکثر اثر تسکین درد عموماً طی یک تا ۲۴ ساعت پس از مصرف آن ایجاد می‌شود. هرگز همزمان با مصرف مواد مخدر مثل هروئین و متادون نباید این قرص مصرف شود و باید فاصله زمانی را حداقل ۱۲ ساعت پس از آخرین مصرف مواد مخدر رعایت کرد.

## خلاصه فارماکولوژیک
- رده درمانی: داروهای مخدر
- دسته شیمیایی: اپیوئیدی
- اشکال دارویی: قرص، آمپول، پچ پوستی
- موارد مصرف: ضد درد و مسکن قوی
- بیشترین کاربرد: جایگزین مواد مخدر در کلینیک‌های ترک اعتیاد

نکات مهم: اولین دوز بوپرنورفین باید حداقل ۲۴ ساعت بعد از آخرین دوز متادون و حداقل ۶ ساعت بعد از آخرین دوز هرویین مصرف شود.

## مکانیسم اثر
بوپرنورفین آگونیست نسبی گیرنده‌های مو و آنتاگونیست قوی گیرنده کاپا است، آگونیست‌های نسبی گیرنده مو، به گیرنده مو متصل شده و آن را فعال می‌کنند اما این فعال کردن کم‌تر از آگونیست‌های کامل صورت می‌پذیرد، به این معنا که با وجود اپیوئیدی بودن و داشتن عوارض خاص اپیوئیدها همچون سرخوشی و تضعیف سیستم تنفسی، حداکثر اثر آن کم‌تر از آگونیست‌های کامل اپیوئید مانند هروئین و متادون است.
این دارو به دلیل میل ترکیبی زیاد به گیرنده مو، با اپیوئیدهای دیگر رقابت کرده و اثرات آنها را بلاک می‌کند و موجب جدا شدن مورفین، متادون و اپیوئیدهای دیگر از گیرنده می‌گردد؛ لذا در بیماری که در بدنش مورفین وجود دارد، ایجاد علائم ترک می‌کند. دیگر آگونیست‌های گیرنده مو نمی‌توانند بوپرنورفین را از گیرنده جدا کنند، بنابراین نمی‌توانند اثر آگونیستی اپیوئید روی گیرنده‌های داشته باشند که قبلاً توسط بوپرنورفین اشغال شده است.
بوپرنورفین در دوزهای بالاتر، مانند یک آنتاگونیست عمل می‌کند، یعنی گیرنده‌ها را اشغال می‌کند، ولی آنها را فعال نمی‌کند و همزمان آگونیست‌های کامل را از گیرنده‌های خود جدا می‌کند یا آنها را بلاک می‌کند. بیشترین تأثیر درمانی بوپرنورفین در محدودهٔ ۱۶ تا ۳۲ میلیگرم می‌باشد. دیده شده که با مصرف ۸ میلی‌گرم بوپرنورفین به مدت ۵ روز، با قطع ناگهانی دارو گیرنده‌ها از ۷۲ ساعت تا ۱۲۰ ساعت همچنان توسط دارو اشغال هستند.

## موارد مصرف

### اختلال مصرف مواد افیونی
بوپرنورفین برای معالجه افراد مبتلا به اختلال در مصرف مواد افیونی استفاده می‌شود. : 84–7  فرمولاسیون ترکیبی بوپرنورفین-نالوکسون به‌طور کلی ترجیح داده می‌شود، زیرا نالوکسون یک آنتاگونیست مواد افیونی، فراهمی زیستی بالاتری را به صورت داخل وریدی داشته و در صورت خرد شدن دارو و تزریق آن منجر به سندرم ترک ناگهانی می‌شود. : 99  قبل از شروع بوپرنورفین، افراد باید پس از آخرین دوز مصرف مواد مخدر منتظر بمانند تا برخی از علائم ترک را داشته باشند تا این دارو بتواند گیرنده‌ها را ببندد، اما اگر خیلی زود مصرف شود، بوپرنورفین می‌تواند سایر مواد مخدر را که به گیرنده‌ها وصل شده‌اند جابجا کند و سندرم ترک حاد ایجاد کند. دوز بوپرنورفین تا بهبود علائم تنظیم می‌شود و افراد از طریق درمان بر روی دوز نگهدارنده باقی می‌مانند. : 99–100 

#### بوپرونورفین در برابر متادون
هردو بوپرنورفین و متادون داروهای مورد استفاده برای سم زدایی و درمان نگهدارنده در اختلال مصرف مواد افیونی هستند و به نظر می‌رسد، بر اساس اطلاعات محدود موجود اثر مشابه دارند و برای زنان باردار مبتلا به اختلال مصرف مواد افیونی ایمن هستند، هرچند شواهد اولیه نشان می‌دهد که متادون به احتمال زیاد باعث سندرم ترک در نوزادان می‌شود. در ایالات متحده، فقط کلینیک‌های تعیین شده می‌توانند متادون را برای اختلال در مصرف مواد افیونی تجویز کنند که در آن افراد شروع به درمان روزانه می‌کنند که ممکن است برای کسانی که به یک محیط ساختار یافته تر نیاز دارند مناسب باشد. از سوی دیگر، بوپرنورفین را می‌توان توسط هر پزشکی تجویز کرد که به افراد اجازه می‌دهد بخشی از مراقبت‌ها را به صورت روزمره دریافت کنند.

### درد مزمن
یک پچ transdermal برای درمان درد مزمن در دسترس است. این پچ‌ها برای استفاده در درد حاد، دردی که انتظار می‌رود فقط برای مدت زمانی کوتاه یا درد بعد از عمل باقی بماند، مناسب نیستند و برای اعتیاد به مواد افیونی توصیه نمی‌شوند.

## قدرت اثربخشی
در صورت استفاده زیر زبانی، قدرت بوپرنورفین در حدود ۴۰ تا ۷۰ برابر مرفین است. هنگامی که به عنوان یک پچ transdermal استفاده می‌شود، قدرت بوپرنورفین ممکن است ۱۰۰ تا ۱۱۵ برابر مرفین باشد.

## عوارض جانبی
عوارض جانبی ممکن است شامل دپرسیون تنفسی (کاهش تنفس)، خواب آلودگی، نارسایی آدرنال، طولانی شدن QT، فشار خون پایین، واکنش‌های آلرژیک و اعتیاد به مواد افیونی باشد. در بین کسانی که سابقه تشنج دارند، خطر تشنج بیشتر وجود دارد. سندرم ترک مواد مخدر به دنبال متوقف کردن بوپرنورفین، با توجه به تأثیر کمتر نسبت به متادون یا افیون علائم خفیف تری دارد. مشخص نیست که آیا استفاده در دوران بارداری بی‌خطر است و استفاده از آن در حال شیردهی توصیه نمی‌شود. بوپرنورفین به روش‌های مختلفی بر انواع مختلفی از گیرنده‌های مواد افیونی تأثیر می‌گذارد. بسته به نوع گیرنده ممکن است آگونیست، آگونیست جزئی یا آنتاگونیست باشد. با مصرف این فراورده احتمال بروز سردرد، سرگیجه، تهوع، سرخوشی، یبوست، احتباس ادراری و دپرسیون تنفسی وجود دارد. در دوزهای بالا و به صورت نادر احتمال تشنج نیز وجود دارد. بوپرنورفین بسیار اعتیادآور است، ضمناً خشکی گلو نیز در مصرف این دارو شایع است. سایر عوارض شامل واکنشهای دارویی نامطلوب دارویی مرتبط با استفاده از بوپرنورفین مشابه سایر مواد مخدر، حالت خواب آلودگی، از دست دادن حافظه، مهار شناختی و عصبی، تعریق، خارش، خشکی دهان، کوچک شدن مردمک چشم‌ها (میوز)، فشار خون بالای عضلانی، مشکل انزال در مردان، کم شدن میل جنسی و اثرات یبوست مشاهده می‌شود.
{توجه:از مصرف خود سرانه این دارو بپرهیزید.}
برای احتیاط بیشتر قبل از مصرف این دارو به نزدیکان خود اطلاع دهید.
اگر علائمی مانند:گیجی، آبی شدن رنگ پوست،
هذیان ، از دست دادن قدرت تکلم و از دست دادن تعادل بدن یا حس ناتوانی در حرکت کردن/راه رفتن را دارید،
سریعا در خواست اورژانس کنید.

## وابستگی
درمان بوپرنورفین خطر ایجاد وابستگی جسمی و روانی را به همراه دارد. بوپرنورفین شروع اثر آرام و نیمه عمر طولانی ۲۴ تا ۶۰ ساعت دارد. پس از تثبیت علایم، سه گزینه وجود دارد: استفاده مداوم، انتقال مصرف به بوپرنورفین / نالوکسان یا قطع مصرف دارو از نظر پزشکی.